# 卜干
卜干（?—?），五胡十六国汉赵大臣。官至侍中。

## 生平
刘聪在位时，宦官王沈等人专权。少府陈休、左卫将军卜崇对他们表示不满。卜干对陈休、卜崇说：“王沈等人的势力可以翻天覆地，卿等谁有东汉窦武那样与皇帝的亲近关系，谁有东汉陈蕃那样的贤能？”陈休、卜崇说：“我们年过五十，职位已经很高，只缺一死！死于忠义，死得其所。怎能俯首低眉为阉宦做事呢？卜公走吧，不用再说。”
316年二月，刘聪从后宫来到上秋阁，将宦官所忌恨的陈休、卜崇和特进綦毋达、太中大夫公师彧、尚书王琰、田歆、大司农朱诞，一起诛杀。卜干哭谏刘聪：“陛下正召求贤士，却一朝杀戮七个卿大夫，他们都是国家忠良，即使陈休等人有罪。陛下不把他们送到有司，暴露他们的罪状，天下人从哪儿了解？诏令还在我这里，没敢宣布，希望陛下能够深思熟虑。”说完磕头磕得流了血。王沈怒叱卜干说：“卜侍中想抗拒诏令吗？”刘聪甩衣袖走进去，罢免卜干的官职贬为庶人。